# Ruperto Mier
Ruperto Mier (Valladolid [hoy Morelia], Michoacán, circa 1775 - ibídem, antes de 1821) fue un militar novohispano que pertenecía a la milicia de Valladolid. Se unió al bando insurgente durante la guerra de la independencia de México, pero después de la derrota de la batalla de Puente de Calderón solicitó su indulto participando así con el ejército realista.

## Biografía
Se dedicó a la carrera de las armas, en 1809 militaba en el regimiento provincial de infantería de Valladolid (hoy Morelia) con el grado de coronel. Participó con sus compañeros Mariano Michelena y José María García Obeso en conjura de Valladolid cuyas reuniones se celebraban en la casa de García Obeso para discutir y planear la instalación de una junta de gobierno autónoma en Nueva España. A diferencia de los demás conspiradores, Ruperto Mier no fue delatado ni perseguido cuando la conjura fue descubierta el 21 de diciembre de 1809. Mier continuó militando en su batallón hasta que se unió, en Valladolid, a la revolución iniciada por Miguel Hidalgo y Costilla mediante el grito de Dolores en septiembre de 1810.
Recibió instrucciones de Hidalgo para dirigirse con su regimiento hacia el Occidente. En La Piedad logró reunir diez mil hombres con la ayuda del cura José Antonio Macías. Cuando los insurgentes se establecieron en Guadalajara los ejércitos realistas de Félix María Calleja y José de la Cruz partieron hacia esta plaza, Hidalgo ordenó a Ruperto Mier detener la marcha de las tropas de De la Cruz, de esta forma se desarrolló la batalla de Urepetiro el 14 de enero de 1811. Aunque al principio Mier logró contener el avance de las tropas realistas con fuego de artillería, finalmente fue flanqueado y derrotado por el regimiento de Pedro Celestino Negrete perdiendo veintisiete cañones. Durante la batalla murió el cura Macías, Mier logró escapar. Se trasladó a Guadalajara para rendir su informe a los generales insurgentes, quienes lo reprendieron severamente por el resultado. Disgustados con sus jefes, Mier y su segundo Antonio López Merino aprovecharon la llegada y victoria de Calleja para solicitar su indulto, el cual les fue concedido bajo la condición de servir como soldados rasos al ejército realista.   
Mier participó en el combate de Zapotlán el Grande el 26 de febrero de 1811, sus acciones fueron reconocidas por el capitán de navío Rosendo Porlier y Asteguieta. El 6 de mayo combatió contra la gente de Colotlán y del insurgente Lego Gallaga, distinguiéndose nuevamente en batalla. Durante algún tiempo más militó bajo las órdenes de su antiguo adversario Pedro Celestino Negrete. Una vez reconocidos sus méritos se le otorgó su antiguo grado militar y se le devolvió su libertad, pero Mier decidió no participar más en la guerra. Murió antes de 1821 en Valladolid.